# Carlos Abella Martín
Carlos Abella Martín   (Barcelona, 9 d'agost de 1947) és un escriptor espanyol.
Llicenciat en Ciències Econòmiques per la Universitat Complutense de Madrid, és autor de diverses obres relacionades amb la tauromàquia, com ara Historia del toreo (Alianza Editorial, l'assaig La influencia del lenguaje taurino en el coloquial (Mario Muchnick & Anaya, 1996), De Manolete a José Tomás, una historia del toreo en España y México entre 1939 y 2007 (Alianza Editorial, 2007) i les biografies de Paco Camino (Espasa Calpe, 1994), Luis Miguel Dominguín (Espasa Calpe, 1995) i José Tomás (Alianza Editorial, 2008).
Altres obres seves són Adolfo Suárez: El hombre clave de la transición (Espasa Calpe, 1997) i Murieron tan jóvenes (Editorial Planeta, 2003), un assaig sobre la primerenca mort d'importants personalitats de la música, la pintura, el cinema i la política, com Che Guevara, Federico García Lorca, Marilyn Monroe, James Dean, John Lennon, Antoine de Saint-Exupéry i Vincent Van Gogh.